# Julian Howard
Julian Howard (né le 4 avril 1989 à Mannheim) est un athlète allemand, spécialiste du saut en longueur.

## Carrière
Son père est Jamaïcain et sa mère allemande. Le 30 mai 2013, il porte à Wesel son record à 8,07 m. En salle son record est de 8,04 m en 2015 à Karlsruhe. Il améliore sa meilleure marque de référence à 8,15 m le 4 juin 2017 et réalise à cette occasion les minimas pour les Championnats du monde  2017 de Londres.

## Palmarès
| Date | Compétition                        | Lieu                               | Résultat | Marque  |
| ---- | ---------------------------------- | ---------------------------------- | -------- | ------- |
| 2017 | Circuit mondial en salle de l'IAAF | Circuit mondial en salle de l'IAAF | 3e       | détails |
| 2017 | Championnats d'Europe en salle     | Belgrade                           | 5e       | 7,97 m  |
| 2017 | Championnats d'Europe par équipes  | Lille                              | 10e      | 7,39 m  |
| 2019 | Championnats d'Europe par équipes  | Bydgoszcz                          | 8e       | 7,79 m  |

## Records
| Épreuve  | Épreuve   | Temps  | Lieu      | Date            |
| -------- | --------- | ------ | --------- | --------------- |
| Longueur | Plein air | 8 m 20 | Weinheim  | 26 mai 2018     |
| Longueur | En salle  | 8 m 04 | Karlsruhe | 31 janvier 2015 |